# Antandroy
Els antandroy o tandroy són un grup ètnic tradicionalment nòmada de Madagascar que habita a la part àrida del sud de l'illa, anomenada Androy. Els seus orígens es remunten a la part continental d'Àfrica oriental. Al segle xvii, però, els antandroy va sorgir com una confederació de dos grups governats per la dinastia zafimanara fins que unes inundacions van provocar la dissolució del regne al voltant de 1790. La dificultat del terreny i el clima van protegir i aïllar a la població, evitant-la subjugació al regne d'Imerina al segle xix; més tard, les autoritats colonials franceses també va lluitar per exercir la seva influència sobre aquesta població. Des de la independència de Madagascar, han patit prejudicis i marginació econòmica, el que ha provocat una migració generalitzada i matrimonis mixtos amb d'altres grups ètnics, i els va portar a exercir un paper clau en les protestes que van desencadenar la fi del govern del president Philibert Tsiranana el 1972.
Tot i que els antandroy comparteixen moltes característiques culturals comunes amb d'altres grups ètnics de Madagascar, com el respecte pels avantpassats, un idioma comú i complexos ritus funeraris, els distingeixen certes pràctiques. Així, són especialment coneguts per les seves danses distintives, les robes teixides en cotó, les tombes decorades i l'ús de taulons en la construcció de les cases. A més, a diferència de la majoria dels grups ètnics malgaixos, depenen en major mesura de tubercles i d'altres cultius que depenen menys de l'aigua que l'arròs, molt freqüent en altres parts de l'illa. La pastura de zebús segueix sent la principal activitat econòmica dels antandroy, i les seves tombes estan decorades amb nombrosos cranis de zebú com a distintiu de riquesa.

## Identitat ètnica

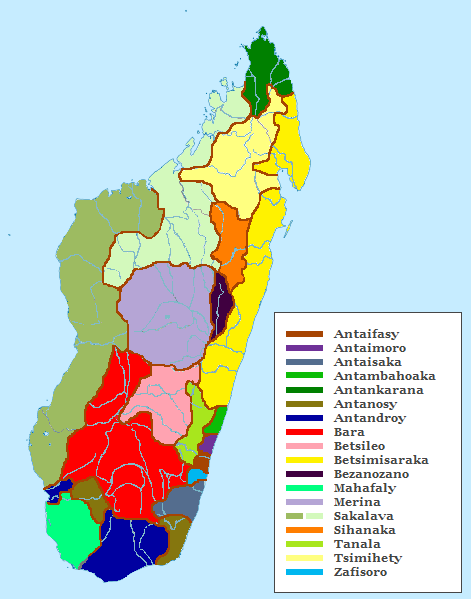
Distribució dels grups ètnics malgaixos

El mot antandroy significa «gent de les espines» en referència als matolls espinosos de plantes endèmiques que caracteritzen la regió sud-oest de Madagascar. La seva terra natal tradicional forma la regió moderna d'Androy, situada aproximadament entre Amboasary-Atsimo i Beloha, i entre l'oceà i Bekily; la població es troba sobretot concentrada al voltant d'Ambovombe. Tendeixen a tenir forts trets facials més característics de l'Àfrica que d'Austronèsia. Remunten els seus ascendents a la gent de sakalava. A l'any 2013 hi havien al voltant de 600.000 antandroy, representant el cinquè grup ètnic més gran de l'illa.

## Història
Els habitants de la regió de Tandroy s'identifiquen amb una de dues tradicions diferents. La història oral del clan Karimbola que es troba a la part occidental no descriu una migració a la zona, sinó que afirma que els habitants sempre hi van estar presents. A principis del segle xviii, la part més occidental de Tandroy va ser conquerida per la dinastia Menarandra del poble veí mahafaly. En la part oriental de Tandroy, la població original del clan Mahandrovato va ser superada en nombre gradualment pels refugiats antanosy i bara. A principis del segle xviii va sorgir una confederació centralitzada per unir a tots els que vivien entre els rius Menarandra i Mendare. Aquesta confederació va ser governada per una dinastia de Zafimanara, un subgrup del clan Mahandrovato, que va donar a la regió i la seva gent el nom de Tandroy. El poder Zafimanara es va esvair al voltant de 1790 quan unes grans inundacions, i la consegüent alteració ecològica, els van obligar a fugir a l'altiplà de Manombo.
Durant la colonització francesa de Madagascar (1897-1960), els tandroy -juntament amb els mahafaly- van ser considerats com el grup ètnic més incivilitzat de l'illa, percepció que es va estendre entre els seus compatriotes malgaixos, establint un estereotip que va caracteritzar els antandroy com a salvatges mig despullats.
L'enderrocament de la presidència de Tsiranana i la fi de la Primera República de Madagascar el 1972 van ser provocats per la protesta armada dels camperols antandroy a Toliara, contra la corrupció en la recaptació d'impostos.

## Societat

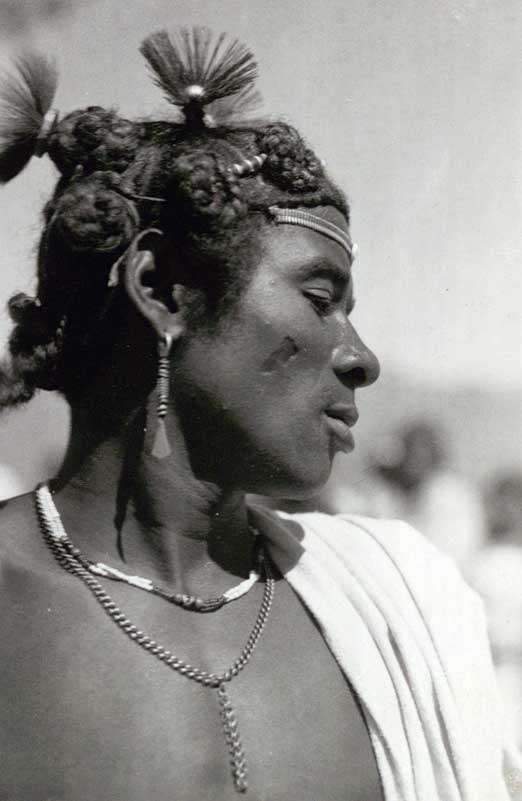
Mpisoro, endeví, cap espiritual i moral del grup (fotografia de 1936)

Els antandroy són un grup ètnic tradicionalment nòmada de Madagascar que es troba a l'àrida zona sud de l'illa, a Androy. La duresa de l'entorn en el qual habiten ha servit històricament per aïllar-los i protegir-los dels atacs d'altres grups ètnics malgaixos; els francesos també van lluitar per dominar-los després de la colonització. Després de la independència nacional de França el 1960, els tandroy (així com els merina) es van convertir en els practicants més usuals del matrimoni interètnic, en gran manera per la freqüent migració dels homes tandroy a la recerca d'oportunitats econòmiques.

### Afiliació familiar
Les famílies tandroy són patriarcals i s'espera que les dones estiguin subordinades als homes de la seva família. La circumcisió és un ritual important per als homes antandroy i entre algunes comunitats, com a celebració, el prepuci és disparat des del canó d'una arma.

### Afiliació religiosa
Els antandroy comparteixen les creences malgaixos en un déu creador, la vida eterna i el poder dels avantpassats, que intervenen en els assumptes dels vius i que han de ser respectats. Es comuniquen amb ells i poden ser posseïts pels ancestres entrant en un estat de trànsit anomenat bilo. Acostumen a tenir por dels cocodrils i els membres del clan Zafindravoay creuen que són descendents d'una unió entre una dona tandroy i un d'aquests rèptils. A més, es creu que l'esperit kokolampo pot exercir una influència positiva o negativa sobre els esdeveniments de la vida d'una persona.
El cristianisme va ser introduït en el sud de Madagascar a partir de finals del segle xix, principalment pels missioners luterans; aquesta segueix sent la forma predominant de cristianisme entre els tandroy, encara que la majoria segueix adherint-se a les creences tradicionals ancestrals. L'existència dels endevins mpisoro són una característica comuna de la societat dels llogarets tandroy; exerceixen com a caps espirituals, tenen profunds coneixements sobre les plantes medicinals i són una autoritat respectada en les comunitats tradicionals.

## Cultura
Els tandroy consumeixen menys arròs que la mitjana malgaix a causa de l'extrema aridesa de la província de Toliara. Han subsistit amb una dieta tradicional de blat de moro, moniato, mandioca, i llet de zebú i quallada. Altres aliments bàsics en la seva dieta són el nyam, l'arrel de taro i el mill, generalment bullits en aigua i, de vegades, servits en llet o condimentats amb cacauets triturats.
Mentre que la majoria dels habitatges a Madagascar es construeixen tradicionalment amb materials vegetals flexibles, els tandroy són un dels pocs grups ètnics que utilitzen taulons de fusta per construir les cases. Són tradicionalment quadrades (no rectangulars, com en altres parts de l'illa), aixecades sobre pilons baixos, cobertes amb una teulada acabada en punta i construïdes amb taulons de fusta penjats verticalment i fixats a un marc de fusta. Tradicionalment aquestes cases no tenen finestres i tenen tres portes de fusta: la porta principal és l'entrada de les dones, la porta de darrere és per als nens i la tercera porta és per als homes. Sovint es construeixen tanques al voltant de les cases fent servir cactus espinosos (Raketa) o suculentes indígenes dels boscos espinosos circumdants.
La regió àrida del sud on habiten és calorosa la major part de l'any així, els antandoy, utilitzen la roba mínima roba indispensable, tradicionalment feta de cotó cardat i filat a mà que es teixeix per confeccionar lambes i taparols. El teixit segueix sent fet únicament per les dones, que utilitzen un eix de fusta rodat, a la seva cuixa, per torçar el cotó i convertir-lo en fils per teixir. Abans que el fil es submergeixi en una solució enduridora, se l'anomena fole velo ("fil viu") i es creu que està imbuït de poder espiritual. Per aquesta raó, el fole velo s'utilitza en nombrosos rituals d'Antandroy, com la cerimònia de la circumcisió, i un ambiasa (curandero) el lliga al voltant dels canells d'altres com a protecció. De vegades també s'utilitza seda (landy) per fer roba.

### Fady
Els antandroy s'adhereixen a una varietat de fadys (tabús) establerts per la gent gran i els avantpassats. Les dones tenen prohibit munyir zebús, la societat en general considera matar tortugues radiades un fady, i també és considerat tabú esmentar el nom d'un rei mort.

### Ritus funeraris
A la mort d'un antandroy, els membres de la família organitzen una festa funerària comunitària, on es sacrifiquen zebús i la seva carn es reparteix entre la comunitat. Després de diversos dies, el cos del difunt es col·loca en un taüt i se sacrifiquen més zebús. L'ambient en aquesta cerimònia acostuma a ser festiu, i entre alguns antandroy, els membres de la comunitat recullen el taüt i s'endinsen dins mar amb ell. Després el taüt es col·loca en una tomba per al cap de família i els membres de la seva família més propera. Com les dels mahafaly, les tombes s'anomenen fanesy ("el teu lloc etern"), són grans i rectangulars -com més gran és la tomba, més ric és l'home- i estan decorades amb pintures de colors. Tradicionalment, es col·loquen pedres altes a cada costat per representar homes i dones; en els darrers anys, sovint es construeixen torres en lloc de les pedres. Sobre la tomba es col·loquen els cranis dels zebús sacrificats a la festa fúnebre per a indicar la riquesa del difunt.
La col·locació del taüt a la tomba pot trigar fins a diversos mesos mentre s'acaba de construir. Durant aquest període es fa una altra cerimònia de dol durant dos dies. Una vegada que el taüt ha estat dipositat, s'amunteguen pedres sobre ell per omplir la tomba. La casa del difunt és crema amb foc per completar els ritus funeraris i els membres de la família i de la comunitat no tornaran a visitar la tomba.

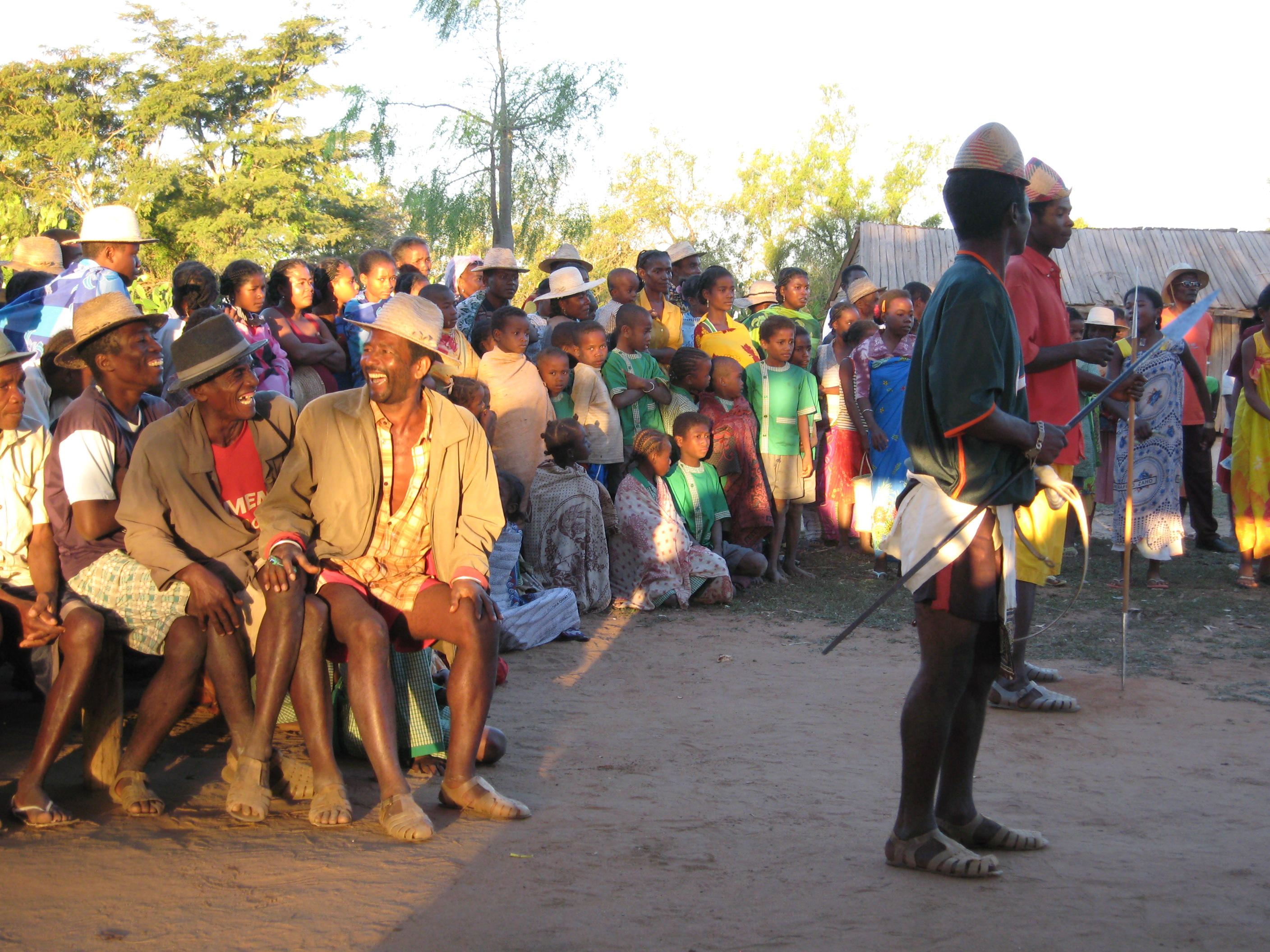
Dansa antandroy

### Dansa i música
Els antandroy acostumen a utilitzar instruments de corda. Construeixen marovanys (una mena de cítares) a partir de taulons de pi i utilitzant cables de bicicleta desenrotllats com a cordes. Mandolina i gitara són els noms antandroy d'uns populars cordòfon meridionals similars al kabosy però utilitzant com a cordes fil de pesca de niló. La lokanga bara és un instrument de corda també molt popular, amb un ressonador de carbassa i es toca amb un arc, com el jejy voatavo que es toca més al nord, però amb el ressonador tallat perquè sembli un violí de tres cordes. La música vocal dels antandroy presenta riques melodies poliharmòniques i les danses tradicionals són interpretades amb llances i acompanyades per música marcada per xiulets i flautes.